# ASG Vorwärts Leipzig
Maillots
Dernière mise à jour : 17 février 2011.
L’ASG Vorwärts Leipzig fut une communauté sportive militaire (en Allemand: Armeesportgemeinschaft) qui exista sous ce nom de 1962 à 1974 et dont la section la plus connue fut celle consacrée au football.
À l’instar de nombreuses autres "ASG", ce club fut en permanence en relation étroite avec le "Hauptverwaltung Ausbildung" (HVA) du Ministère de l’Intérieur est-allemand et la "Kasernierte Volkspolizei". Il subit de nombreuses réorganisations, déménagements et/ou refondations.

## Histoire

### 1950 à 1953
Ce fut en 1950 que le "Hauptverwaltung Ausbildung" (HVA) du Ministère de l’Intérieur est-allemand créa le Sportvereinigung Vorwärts Leipzig ou SV Vorwärts Leipzig. Le club connut plusieurs appellations:
- En août 1951: SV Volkspolizei Vorwärts Leipzig[1].
- En avril 1952: SV Vorwärts der HVA Leipzig.
- En novembre 1952: SV Vorwärts Kazernierte Volkspolizei Leipzig.

Le SV Vorwärts Leipzig s’avéra rapidement une formation très compétitive… au niveau des équipes militaires. En juin 1951, sous la direction d’Heinz Krügel, il remporta le championnat de la "HVA", regroupant les équipes militaires. L’équipe regroupait les meilleurs "joueurs militaires". Après l’avoir renommé SV VP Vorwärts Leipzig, les dirigeants politiques placèrent "arbitrairement" (il n'avait disputé la DDR-Liga) le club en DDR-Oberliga, la plus haute division du pays, .
L’équipe termina la saison 1951-1952, à la 15e place (sur 19), soit juste au-dessus des quatre relégués. Le club fut alors rebaptisé SV Vorwärts der HVA Leipzig et reçut huit joueurs venant du Chemie Leipzig. Cela provoqua la colère des supporters, mais les dirigeants politiques ne s'en soucièrent que très peu. Malgré ses renforts, le cercle peina en fond de classement. Avant la fin du championnat, soit en avril 1953, le club fut "déménagé" à Berlin-Est. Il y termina le championnat sous le nom de SV Vorwärts der KVP Berlin. 14e sur 18, il fut relégué en DDR-Oberliga.
| Noms                    | Position  | venant de              | parti vers               | matches jusqu’en mars 1953 |
| ----------------------- | --------- | ---------------------- | ------------------------ | -------------------------- |
| Walter Vogelsang (27)   | Gardien   |                        | Einheit Ost Leipzig      | 24                         |
| Walter Grosser (?)      | Gardien   |                        | Chemie Karl-Marx-Stadt   | 16                         |
| Helmut Hartmann (27)    | Gardien   |                        |                          | 4                          |
| Wilhelm Brodthagen (27) | Défenseur | Einheit Bergen         | ZSK Vorwärts Berlin      |                            |
| Gerhard Ebert (26)      | Défenseur | Stahl Riesa            | ZSK Berlin               |                            |
| Werner Keller (28)      | Défenseur | Empor Wurzen           | Empor Wurzen             | 62                         |
| Erich Rössner (22)      | Défenseur |                        |                          | 11                         |
| Horst Bartholomäus (23) | Médian    | VP Potsdam             | Rotation Babelsberg      | 43                         |
| Gerhard Reichelt (20)   | Médian    |                        | ZSK Berlin               |                            |
| Franz Richter (22)      | Médian    | Rotation Dresden       | ZSK Vorwärts Berlin      |                            |
| Horst Beyer, (27)       | Attaquant |                        | Motor West Karl-Marx-St. | 51                         |
| Helmut Budick (27)      | Attaquant |                        | Chemie Leipzig           | 6                          |
| Helmut Lorenz (28)      | Attaquant | Einheit Ost Leipzig    | ZSK Vorwärts Berlin      |                            |
| Siegfried Meier (26)    | Attaquant | Motor Zwickau          | Motor Zwickau            | 11                         |
| Kurt Roil (21)          | Attaquant |                        | Aktivist Brieske-Ost     | 19                         |
| Helmut Teidke (?)       | Attaquant | Einheit Ost Leipzig    |                          | 12                         |
| Roland Weigel (?)       | Attaquant | Industrie Leipzig      | ZSK Vorwärts Berlin      |                            |
| Werner Wolf (26)        | Attaquant | SG Dresden-Zschachwitz | ZSK Vorwärts Berlin      |                            |

### Refondation et nouveau déménagement

Logo du SK Vorwärts der KVP Leipzig

L’équipe Reserves du SV Vorwärts resta à Leipzig. Elle fut reversée pour la saison 1953-1954, sous le nom de SK Vorwärts KVP Leipzig, dans la Bezirksklasse Leipzig (5e niveau). Elle termina la saison en position de relégué. 
En 1955, le football est-allemand connut une grosse restructuration. La DDR-Liga (D2) fut scindée entre I. DDR-Liga et II. DDR-Liga. Il fut aussi décidé que les compétitions suivraient le modèle soviétique (du printemps à la fin de l’automne durant une même année calendrier). Enfin, les responsables politiques créèrent le principe de Sportclub. En résumé: les Sportvereinigungen restaient le club mère, recruteurs et formateurs tandis que les Sportclub étaient censés regrouper les élites. 

Logo du SC DHfK Leipzig

Ce fut ainsi que le SV Vorwärts devint le SC Vorwärts Leipzig qui en février 1955 (donc en pleine compétition) prit la place, en DDR-Liga, de la section football du SC DHfK Leipzig (issu d’une expérience de courte durée de haute école sportive). Terminant la saison 9e, le SC Vorwärts Leipzig ne put aller en I. DDR-Liga et se retrouva en II. DDR-Liga. Du moins en théorie. Car en août 1955, le club fut déménagé à Cottbus et devint le SC Vorwärts der Luftstreitkräfte Cottbus.
Dans le courant de cette saison 1954-1955, seize anciens joueurs de Leipzig, furent ramenés du ZSK Vorwärts Berlin et jouèrent une demi-saison avec le SC Vorwärts, avant que celui-ci ne parte vers Cottbus. Parmi ces 16 joueurs, il y avait:
- Gerhard Ebert (69 matches d’Oberliga à Leipzig et Berlin-Est)
- Heinz Klinkhammer (15)
- Günter Knott (1)
- Rolf Mücklich (9)
- Hans-Jürgen Stenzel (2)
- Gerhard Vogt
- Roland Weigel (61)

Deux autres n’allèrent pas à Cottbus.
- Horst Scherbaum (41)
- Werner Welzel (9)

### ASK Vorwärts Leipzig jusque 1962
Lors de la création de la Nationale Volksarmee en 1956, fut créée l’Armeesportklub Vorwärts Leipzig ou ASK Vorwärts Leipzig. La section football de ce club prit la place du SC Vorwärts (celui transféré à Cottbus), dans la Bezirksklasse Leipzig (niveau 5). En 1958, l’ASK Vorwärts entama une série de succès. Il monta en Bezirksliga Leipzig (niveau 4) où il fut champion dès 1959. En 1960, le club remporta son groupe de II. DDR-Liga (niveau 3). Mais durant le tour final ne put se classer pour monter. Les compétitions est-allemandes revinrent alors à une formule plus conventionnelle à partir de la saison 1961-1962. L’ASK Vorwärts Leipzig fut champion du groupe 3 et accéda à la I. DDR-Liga (niveau 2). Peu avant la fin de ce championnat victorieux, la section football de l’ASK Vorwärts Leipzig devint indépendante sous le nom d’Armeesportgemeinschaft Vorwärts Leipzig ou ASG Vorwärts Leipzig.

## ASG Vorwärts Leipzig 1962–1974
L’ASG Vorwärts Leipzig s’installa au 2e niveau de la hiérarchie de la Deutscher Fussball Verband der DDR (DFV) jusqu’au terme de la saison 1969-1970. Il fut alors relégué en de Bezirksliga Leipzig. 
Le club y remporta le titre l’année suivante et remonta en DDR-Liga. La Division passa de 2 à 5 séries. En 1973, l’ASG Vorwärts Leipzig remporta le Groupe C, mais ne parvint à obtenir de place montant lors du tour final. Les progrès de l’équipe avaient été facilités par l’arrivée de deux anciens joueurs d’Oberliga: Manfred Lienemann et Otto Skrowny, qui avaient été désignés pour effectuer leur service militaire au Vorwärts Leipzig.
À la fin de la saison 1973-1974, l’ASG Vorwärts Leipzig fut déménagée à Dessau et devint l’ASG Vorwärts Dessau.

## Localisation

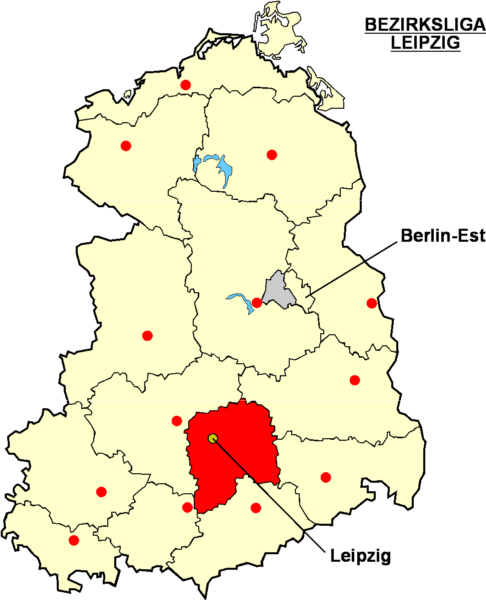
Localisation de Leipzig dans la Bezirksliga Leipzig

## Anciens joueurs
- Siegfried Meier
- Horst Scherbaum
- Gerhard Vogt
- Werner Welzel
- Werner Wolf